# Trophée de la famille Emms
Le trophée de la famille Emms est un trophée de hockey sur glace qui récompense chaque année le meilleur débutant de la Ligue de hockey de l'Ontario.
Le trophée rend hommage Hap Emms, ancien propriétaire des franchises de Barrie, Niagara Falls et Saint Catharines.

## Palmarès
Le trophée est remis chaque année depuis 1973 à l'exception de 2021.
- 1972-1973 – Dennis Maruk, Knights de London
- 1973-1974 – Jack Valiquette, Greyhounds de Sault-Sainte-Marie
- 1974-1975 – Danny Shearer, Fincups de Hamilton
- 1975-1976 – John Tavella, Greyhounds de Sault-Sainte-Marie
- 1976-1977 – Mike Gartner, Flyers de Niagara Falls
- 1977-1978 – Wayne Gretzky, Greyhounds de Sault-Sainte-Marie
- 1978-1979 – John Goodwin, Greyhounds de Sault-Sainte-Marie
- 1979-1980 – Bruce Dowie, Marlboros de Toronto
- 1980-1981 – Tony Tanti, Generals d'Oshawa
- 1981-1982 – Pat Verbeek, Wolves de Sudbury
- 1982-1983 – Bruce Cassidy, 67 d'Ottawa
- 1983-1984 – Shawn Burr, Rangers de Kitchener
- 1984-1985 – Derek King, Greyhounds de Sault-Sainte-Marie
- 1985-1986 – Lonnie Loach, Storm de Guelph
- 1986-1987 – Andrew Cassels, 67 d'Ottawa
- 1987-1988 – Rick Corriveau, Knights de London
- 1988-1989 – Owen Nolan, Royals de Cornwall
- 1989-1990 – Chris Longo, Petes de Peterborough
- 1990-1991 – Cory Stillman, Spitfires de Windsor
- 1991-1992 – Chris Gratton, Frontenacs de Kingston
- 1992-1993 – Jeff O'Neill, Storm de Guelph
- 1993-1994 – Vitali Iatchmeniov, Centennials de North Bay
- 1994-1995 – Bryan Berard, Red Wings Junior de Détroit
- 1995-1996 – Joe Thornton, Greyhounds de Sault-Sainte-Marie
- 1996-1997 – Peter Sarno, Spitfires de Windsor
- 1997-1998 – David Legwand, Whalers de Plymouth
- 1998-1999 – Sheldon Keefe, Colts de Barrie
- 1999-2000 – Derek Roy, Rangers de Kitchener
- 2000-2001 – Rick Nash, Knights de London
- 2001-2002 – Patrick O'Sullivan, IceDogs de Mississauga
- 2002-2003 – Rob Schremp, IceDogs de Mississauga
- 2003-2004 – Bryan Little, Colts de Barrie
- 2004-2005 – Benoît Pouliot, Wolves de Sudbury
- 2005-2006 – John Tavares, Generals d'Oshawa
- 2006-2007 – Patrick Kane, Knights de London
- 2007-2008 – Taylor Hall, Spitfires de Windsor
- 2008-2009 – Ievgueni Gratchiov, Battalion de Brampton
- 2009-2010 – Matt Puempel, Petes de Peterborough
- 2010-2011 – Naïl Iakoupov, Sting de Sarnia
- 2011-2012 – Aaron Ekblad, Colts de Barrie
- 2012-2013 – Connor McDavid, Otters d'Érié
- 2013-2014 – Travis Konecny, 67's d'Ottawa
- 2014-2015 – Alex DeBrincat, Otters d'Érié
- 2015-2016 – Alexander Nylander, Steelheads de Mississauga
- 2016-2017 – Ryan Merkley, Storm de Guelph
- 2017-2018 – Andreï Svetchnikov, Colts de Barrie
- 2018-2019 – Quinton Byfield, Wolves de Sudbury
- 2019-2020 – Shane Wright, Frontenacs de Kingston
- 2021-2022 – Cam Allen, Storm de Guelph
- 2022-2023 – Michael Misa, Spirit de Saginaw
- 2023-2024 – Jake O'Brien, Bulldogs de Brantford